# Взрыв автобуса в Тольятти
Взрыв автобуса в Тольятти — крупнейшая катастрофа в тольяттинском автобусе, произошедшая в среду 31 октября 2007 года в городе Тольятти, в результате которой погибли 8 человек и ранены 56 человек. Причина взрыва осталась неустановленной, по версии следствия, взрыв не является террористическим актом. Основная версия — неосторожное обращение со взрывчаткой. Главный подозреваемый — один из погибших, 21-летний химик-любитель Евгений Вахрушев, в квартире которого были обнаружены нитроглицерин и другие улики.

## Накануне
30 октября в правительстве Самарской области на очередном заседании антитеррористической комиссии начальник Управления ФСБ РФ по Самарской области Юрий Рожин заявил: «Никаких эксцессов ни с точки зрения терроризма, ни с точки зрения экстремизма во время предвыборной кампании мы не допустим. Наработан значительный совместный опыт правительства, правоохранительных органов и областной избирательной комиссии по предотвращению подобных явлений».

## Взрыв
В среду 31 октября в 8 часов по местному времени в автобусе МАЗ-103 (госномер АР 997 63), принадлежавшем ТПАТП № 3 и выполнявшем рейс по маршруту № 2, раздался взрыв.
Взрыв произошёл в Центральном районе Тольятти у перекрёстка улиц Гагарина и Карла Маркса рядом с Центральным парком города. Мощность безоболочного взрывного устройства составила около 2 кг в тротиловом эквиваленте. Взрыв раздался в центре автобуса, хотя первоначально выдвигались предположения о том, что устройство было прикреплено к днищу.
Спустя несколько секунд у автобуса оказались прохожие, стоявшие на остановке, до которой автобус не доехал около 100 метров. Первую помощь пострадавшим начала оказывать дежурная медсестра ПВГУС, первой из медицинских работников оказавшаяся на месте трагедии. Пострадавших вывозило 10 экипажей «Скорой помощи», которые прибыли на место трагедии через несколько минут.
Прибыли пожарные, однако возгорания после взрыва не было. Одним из пожарных, прибывших на место взрыва был сделан ряд фотоснимков, которые вскоре появились в его блоге в сети Интернет. Их предельная откровенность вызвала шок у увидевших. Вскоре они были убраны автором, но уже были распространены многими сайтами.

## Предварительные сообщения
Первые сведения о взрыве в городе стали известны сразу же: взрыв произошёл в самом центре города, в 30 метрах от корпусов Тольяттинского государственного университета сервиса (ныне Поволжского государственного университета сервиса), где в 8 ч 30 минут должны были начаться занятия.
По предварительным сообщениям службы спасения в результате взрыва погибло 7 человек, ранено 21. Данные о том, что среди погибших был ребёнок, распространялись электронными СМИ до самого вечера 31 октября. Первые данные о взрывном устройстве (версия взрыва газа была исключена почти сразу) гласили, что его мощность составляла от 300 г до 1 кг (но не превышала этих цифр) тротила.
По городу сразу поползли слухи, подогреваемые СМИ, о том, что взорван ещё один автобус, о взрывах в маршрутных такси в различных районах города (новости позже были убраны с сайтов). Опровержения по факту прочих взрывов поступило лишь спустя несколько часов.

## Жертвы
В результате взрыва погибло 8 человек, госпитализированы 56 человек, десять из которых находились в очень тяжёлом состоянии, а четверо в критическом. Многим потребовалась помощь психологов. По сообщениям на 1 ноября 2007 года все находившиеся в реанимации переведены в общие палаты, их состояние уже позволило сделать это.
Среди пострадавших в основном студенты городских вузов: 22 студента ТГУ, 1 студент ВУиТ и 7 студентов ПВГУС, а также сотрудники вузов. За медицинской помощью обратились жители соседнего дома, в котором взрывом выбило стёкла на первом и втором этажах, и прохожие. Нескольким людям помощь была оказана амбулаторно.
Список пострадавших был опубликован во второй половине дня. 1 ноября появился список погибших.
Четверых из восьми погибших похоронили на центральном Баныкинском кладбище города. Семьи остальных решили похоронить своих родственников не на городском кладбище, а в другом месте.

### Обстоятельства
После сокращения ряда автобусных маршрутов в Тольятти и уменьшения количества машин на остальных автобусы, как и в начале 1990-х годов, в час пик стали ходить переполненными. Повышение цен на маршрутные такси, произошедшее 18 октября 2007 года, привело к тому, что разница в стоимости поездки между районами города составила 8 рублей (18 р. на маршрутке, 10 р. на муниципальном транспорте). Это тоже сыграло свою роль в увеличении количества пассажиров в автобусах.

## Версии
После взрыва высказывались самые различные версии причин произошедшего.

### Неосторожность
Основной версией следствия является случайное срабатывание взрывного устройства, перевозимого кем-то из пассажиров. Эта версия стала самой обсуждаемой вечером 1 ноября после прошедшей в СМИ информации, что в квартире одного из погибших прошёл обыск. Несмотря на то, что имена официальными властями названы не были, в СМИ распространилась информация, что в трагедии повинен Евгений Вахрушев, последний опознанный погибший, а причиной взрыва стала перевозка им нитроглицерина.

### Чеченский след
Сразу после взрыва журналистами была озвучена версия, что взрыв организован Доку Умаровым. Доку Умаров незадолго до взрыва заявил, что упразднил Ичкерию и создал в регионе новое государство — Кавказский эмират, мусульмане которого будут бороться с Россией единым фронтом. Предполагалось, что возможно Умаров взрывом пытался громко заявить о себе и своем движении.
Официальные власти сообщали, что эта версия расследуется в числе прочих.
В Тольятти, по заверениям представителей чеченской диаспоры, сложились нормальные отношения с правоохранительными органами и им нет никакого резона способствовать такому ухудшению обстановки. Подтверждает это и тот факт, что в городе не проводились никакие особые проверки лиц чеченской национальности, хотя в 2004 году при взрыве на Кировском рынке Самары правоохранительными органами предпринимались специальные рейды и массовые задержания чеченцев, а также проверка их предприятий.
Многими СМИ со ссылкой на «анонимные источники близкие к следствию» заявили, что взрыв был совершён женщиной-смертницей. Однако никаких официальных заявлений с подтверждениями или опровержениями данного факта сделано не было.
В эфире радио «Эхо Москвы» один из местных жителей предположил, что «взрыв в автобусе могли осуществить чеченцы, контролирующие часть автобизнеса в городе».

### Националисты
По сообщениям некоторых СМИ, использовался тот же тип бомбы, что и летом 2006 года при взрыве на Черкизовском рынке в Москве. Тогда взрыв был организован националистическими группировками. Выдвигаются версии, что при перевозке к месту намеченного теракта взрывное устройство случайно сдетонировало.

### Криминальная
Среди прочих рассматривалась и версия криминальных разборок. Однако никаких оснований для подобной версии (за исключением криминальной славы города Тольятти) не имеется. В городе действительно существуют напряжённость с транспортными перевозками, однако проблемы касаются только альтернативных перевозчиков.
Версия о взрыве как способе давления на руководство «АвтоВАЗа» тоже не выдерживает критики. Взрыв произошёл в маршруте, который никак не проходит мимо завода и рабочих не перевозит.

### Техногенная
Одной из самых первых версий происшествия являлся взрыв газовых баллонов. Однако уже в первых официальных сообщения службы спасения было сказано, что версия исключена, так как все МАЗ-103 в Тольятти работают на дизельном топливе.

## Расследование
После взрыва были возбуждены уголовные дело по статьям 205 УК РФ (террористический акт), 105 УК РФ (убийство) и 222 УК РФ (незаконное хранение взрывчатых веществ).
Из Москвы в Тольятти вылетела группа следователей МВД России. Автобус был отправлен на дополнительные экспертизы. Место происшествия было обнесено двухметровым забором и оцеплено сотрудниками милиции. По первоначальным заявлениям работа экспертов на месте взрыва должна была проходить до 2 ноября, однако уже вечером 1 числа все следы взрыва были убраны, на место трагедии стихийно приходили горожане, приносили цветы, всю ночь горели свечи. По сообщениям ряда СМИ в первой половине дня 1 ноября у следственных органов уже появился конкретный подозреваемый. Был проведён обыск. Имя подозреваемого не называлось, однако утверждалось, что в момент взрыва он был в автобусе. Также не указывалось, был ли взрыв преднамеренным или это был несчастный случай.
В сведениях, выдаваемых московскими и местными средствами массовой информации по ходу расследования возникли противоречия (все ссылались на сообщения официальных лиц и анонимных источников, близких к следствию): столичные утверждали, что бомба была с поражающими элементами, и что в квартире подозреваемого обнаружены гвозди и нарезанная алюминиевая проволока. Тольяттинские источники, равно как и свидетели утверждали, что поражающих элементов не было, и при обыске были обнаружены химические реактивы, с помощью которых можно изготовить нитроглицерин. По сообщениям из Москвы в автобусе были замечены то ли трое подозрительных молодых людей, то ли одна но сильно нервничавшая женщина, пробиравшаяся в середину салона, однако тольяттинские СМИ эту информацию опровергли. Зарубежные СМИ (The Times, The Washington Post) были безоговорочно уверены в политической подоплёке взрыва и его связи с предстоящими выборами в Государственную Думу России.
По факту распространения фотографий с места трагедии в сети Интернет проводилось служебное расследование по утечке информации и правоохранительных органов.
По мнению следствия, погибший Евгений увлекался изготовлением самодельных взрывных устройств, взрывая их в лесу. В тот день по неустановленной причине одно из изготовленных им устройств взорвалось при перевозке. В связи со смертью единственного подозреваемого уголовное дело было прекращено.
Утром 2 ноября по улице Гагарина вновь пошёл транспорт. В этот день от острой сердечной недостаточности скончался дежурный старший врач Центральной подстанции «Скорой помощи» Валерий Веденичев. Во многом благодаря его профессионализму «Скорая помощь» сработала чётко и оперативно, все пострадавшие были госпитализированы в течение часа с момента взрыва, никто из пострадавших не скончался в больнице или по пути туда. В 12 часов дня, после окончания всех необходимых процедур, Веденичев, почувствовав себя плохо, ушёл домой, но уже через несколько часов был госпитализирован, спасти 62-летнего врача не удалось.
Взорванный автобус 3 года находился на территории АТП, на его ремонт требовалось около 2 миллионов рублей, поэтому в 2010 году он был разобран на запчасти.
1 ноября 2007 года был объявлен днём траура в Самарской области. Президент России Владимир Путин поручил своему полпреду в Приволжском федеральном округе Александру Коновалову оказать помощь семьям погибших и пострадавших. На учебном корпусе ТГУ была установлена мемориальная доска, напоминающая о трагедии. Изначально предполагалось установить её на доме, рядом с которым произошёл взрыв, но жильцы дома выступили против этого.